# Diego Gottardi
Diego Gottardi  (Buenos Aires, Argentina, 13 de marzo de 1982) es un exfutbolista argentino, jugaba como Volante.
Diego es hijo del también exfutbolista Hugo Ernesto Gottardi; reconocido por ser el decimocuarto goleador histórico de la Primera División de Argentina con 186 goles.
En 2018 Diego asistió a su padre (Hugo) y Miguel Ángel Russo  en el Millonarios de Bogotá en donde se consagró campeón de la Superliga de Colombia 2018.
Actualmente es el asistente técnico de Nicolás Chietino en Orense Sporting Clubref>La Opinión. «Diego Gottardi será asistente en un club de Perú».</ref> en el Comerciantes Unidos del Perú.

## Clubes

### Como jugador
| Club                | País                | Año                 | Partidos | Goles |
| ------------------- | ------------------- | ------------------- | -------- | ----- |
| El Porvenir         | Argentina           | 2002 - 2004         | 45       | 6     |
| Atlético Rafaela    | Argentina           | 2004                | 14       | 1     |
| FC Cartagena        | España              | 2005                | 17       | 1     |
| UD Melilla          | España              | 2005 - 2006         | 35       | 0     |
| Varzim              | Portugal            | 2006 - 2007         | 26       | 0     |
| Lucena CF           | España              | 2008                | 0        | 0     |
| El Porvenir         | Argentina           | 2009                | 13       | 0     |
| Unión (Sunchales)   | Argentina           | 2009 - 2011         | 66       | 8     |
| Santamaria Tandíl   | Argentina           | 2011 - 2012         | 34       | 5     |
| Juventud Antoniana  | Argentina           | 2012 - 2013         | 28       | 2     |
| Deportivo Libertad  | Argentina           | 2013 - 2014         | 37       | 2     |
| Ben Hur             | Argentina           | 2015                | 20       | 0     |
| Paraná de San Pedro | Argentina           | 2016                | 0        | 0     |
| Total en su carrera | Total en su carrera | Total en su carrera | 335      | 25    |

### Como asistente
| Club                  | País      | Año  | Asistente De        |
| --------------------- | --------- | ---- | ------------------- |
| Sarmiento de la Banda | Argentina | 2016 | Pájaro Domizzi      |
| San Lorenzo de Alem   | Argentina | 2017 | Pájaro Domizzi      |
| Villa Mitre           | Argentina | 2017 | Pájaro Domizzi      |
| Millonarios           | Colombia  | 2018 | Miguel Ángel Russo  |
| Sportivo Belgrano     | Argentina | 2019 | Pájaro Domizzi      |
| Comerciantes Unidos   | Perú      | 2021 | Nicolás Chietino    |
| Club Atlético Lanús   | Argentina | 2023 | Frank Darío Kudelka |
| Orense Sporting Club  | Ecuador   | 2024 | Nicolás Chietino    |

## Palmarés

### Como asistente técnico
| Título                | Club        | País     | Año  |
| --------------------- | ----------- | -------- | ---- |
| Superliga de Colombia | Millonarios | Colombia | 2018 |